# Rhynchoconger trewavasae
Rhynchoconger trewavasae és una espècie de peix pertanyent a la família dels còngrids.

## Descripció
- Pot arribar a fer 57 cm de llargària màxima (normalment, en fa 45).[2][3]

## Hàbitat
És un peix marí i batidemersal que viu entre 300 i 500 m de fondària.

## Distribució geogràfica
Es troba al golf d'Àqaba, la costa mediterrània d'Israel i, probablement també, el golf de Suez.

## Observacions
És inofensiu per als humans.